# Premio Jóvenes Talentos Booket
El Premio Booket para Jóvenes Talentos es un Certamen Universitario de Relato Corto para jóvenes en España, una iniciativa de la editorial de bolsillo Booket para la difusión de la lectura y la escritura entre los jóvenes universitarios.
El premio para el ganador son 6.000 euros y la publicación de su relato junto con los otros nueve finalistas en una edición no venal titulada "Tiempo de relatos", con una tirada de 50.000 ejemplares en toda España.

## Ganadores
Desde el nacimiento del premio, estos han sido los ganadores:
- I Edición (2003): Martha Rincón Cano con "Buenos Aires, 22 de diciembre"
- II Edición (2004): Eva Díaz Riobello con "Expiación"
- III Edición (2005): Marc R. Soto con "Regreso al bosque"
- IV Edición (2006): Enrique Rubio Palazón con "Tengo una pistola"
- V Edición (2007): Javier Rey González con "La fiesta"
- VI Edición (2008): Julio Fuertes Tarín con "Una deslumbrante muestra de esplendor heterogéneo"
- VII Edición (2009): Eduardo Encinas Contreras con "1893"
- VIII Edición (2010): Francisco Miguel Pujante con "Dinámico y el Diablo"
- IX Edición (2011): Carles Monsó Varona con "Alexey Domitrievksy"
- X Edición (2012): Pablo Escudero Abenza con "Literatopatías (Estudio Psiquiátrico Superficial sobre la Situación Coyuntural de la Literatura Contemporánea a falta de Referentes Claros)"